# Bundesstraße 242
Pour les articles homonymes, voir Route 242.
La Bundesstraße 242 est une Bundesstraße des Länder de Basse-Saxe et de Saxe-Anhalt.

## Histoire
À l'origine, le B 242 ne part pas de Seesen, mais entre Gittelde et Münchehof sur la B 243. Après que cette dernière eut une jonction avec la Bundesautobahn 7, l'itinéraire initial par Herrhausen am Harz et Münchehof est intégré à la B 242.
La route mène ensuite à travers le Haut-Harz au nord de Bad Grund et à travers Clausthal, fait en commun pendant quelques kilomètres avec le B 4 puis traverse le Bas-Harz.
Avant la construction du contournement de la B 180 autour de Hettstedt, la B 242 conduisait de Leimbach au sud à Klostermansfeld, puis plus à l'est jusqu'à ce qu'elle croise la B 180.
L'extension directe de la B 242 via Polleben et Salzmünde jusqu'à Halle-sur-Saale, la L 159, est bien développée, mais n'a pas le statut de Bundesstrasse.

## Source
- (de) Cet article est partiellement ou en totalité issu de l’article de Wikipédia en allemand intitulé « Bundesstraße 242 » (voir la liste des auteurs).